# British Academy of Film and Television Arts

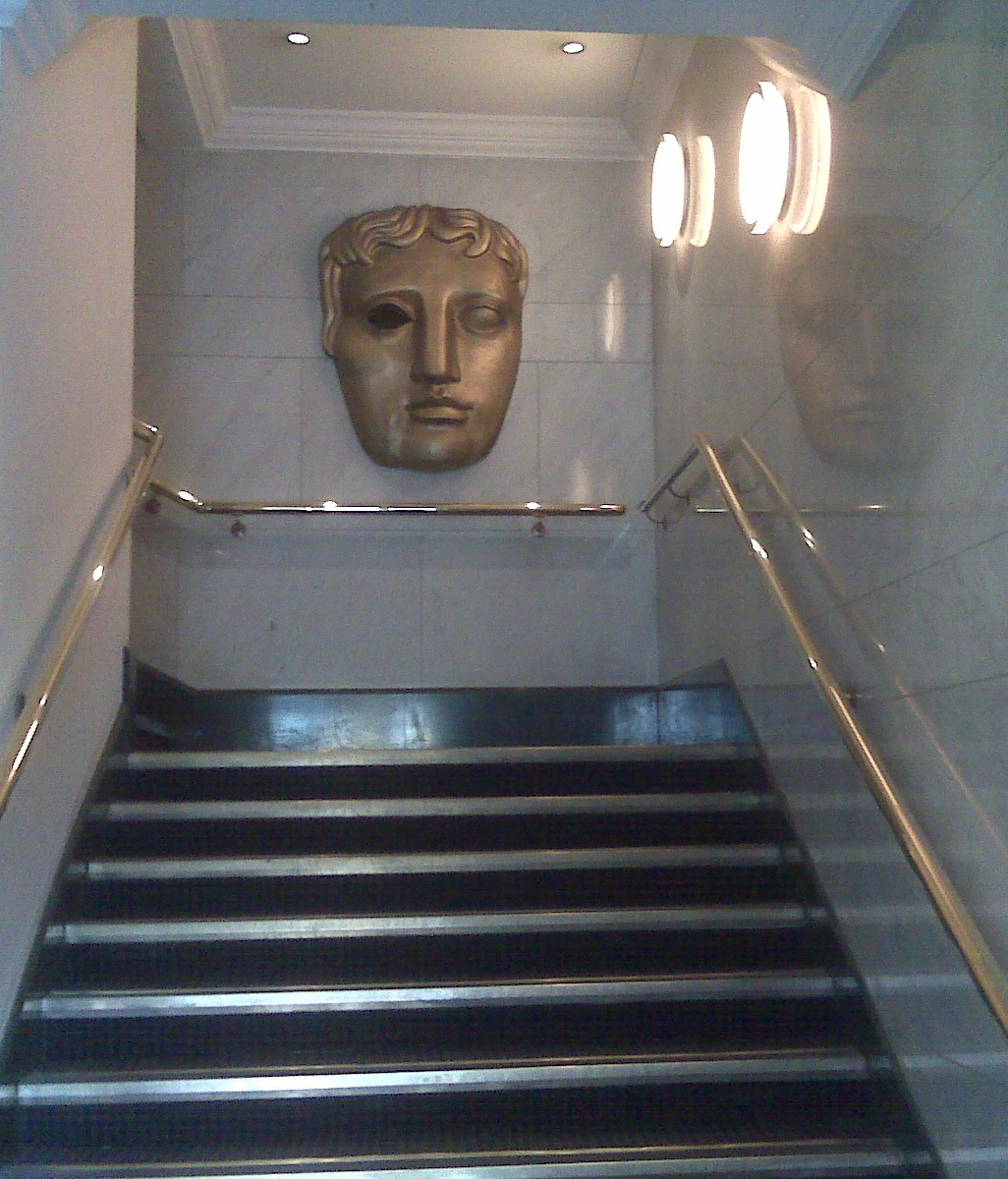
Trappenhuis in het hoofdkantoor van BAFTA aan Piccadilly Circus in Londen, met het masker dat is ontworpen voor de British Academy Film Awards

De British Academy of Film and Television Arts  (BAFTA) is een Britse organisatie die de nationale film- en televisie-industrie ondersteunt. Prins William dient sinds 2010 als voorzitter van de academie.
De BAFTA ontstond uit de British Film Academy. Deze werd in 1947 opgericht en fuseerde in 1958 met de Guild of Television Producers and Directors tot de Society of Film and Television, die in 1976 de British Academy of Film and Television Arts ging heten.

## Prijzen
De academie reikt jaarlijks (in februari) een reeks filmprijzen uit, de British Academy Film Awards oftewel BAFTA Awards. Naast de filmprijzen kent de academie jaarlijks in april ook prijzen toe aan de beste televisieprogramma's, de British Academy Television Awards. 
De Schotse en Welshe takken van BAFTA, respectievelijk BAFTA Scotland en BAFTA Cymru, reiken ieder een aparte reeks film- en televisieprijzen uit, de British Academy Scotland Awards (voorheen bekend als de BAFTA Scotland Awards) en de British Academy Cymru Awards. De Amerikaanse tak BAFTA Los Angeles reikt jaarlijks de Britannia Awards uit.